# Îles Desventuradas
Les îles Desventuradas, également appelées îles Malheureuses ou îles d'Infortune, sont de petites îles de l'océan Pacifique situées approximativement à 890 kilomètres des côtes du Chili à qui elles appartiennent. Les deux îles principales sont l'île San Félix et l'île San Ambrosio. Elles sont rattachées administrativement à la région de Valparaíso. 

## Histoire
Les îles Desventuradas sont découvertes le 8 novembre 1574 par le navigateur espagnol Juan Fernández. C'est au cours du même voyage qu'il découvre, seize jours plus tard, l'archipel qui porte son nom.
La découverte des îles Desventuradas est parfois attribuée à tort à Fernand de Magellan qui rencontre en 1521 deux nouvelles îles qu'il nomme également Desventuradas mais qui sont très éloignées géographiquement de San Félix et San Ambrosio : il s'agit des îles San Pablo 15° 23′ S, 133° 30′ O, découverte le 24 janvier 1521, et los Tiburones 10° 05′ S, 144° 04′ O, découverte le 2 février 1521 et appelée ainsi en raison de son caractère inhospitalier,.
En raison de leur isolement, de l'absence de source d'eau douce et des difficultés d'accès, il n'y a aucun habitant permanent aux îles Desventuradas : seul un détachement de la marine chilienne stationne sur l'île San Félix.

## Géographie

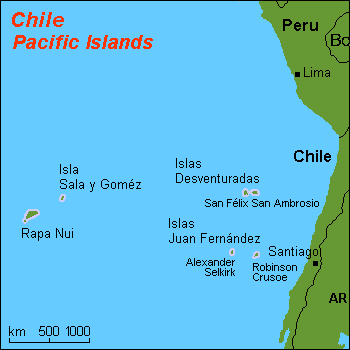
Carte des îles chiliennes pélagiques.

Les îles Desventuradas se situent à 894 km à l'ouest-nord-ouest des côtes de la région d'Atacama, au Chili, et à 2 516 km à l'est de l'île Sala y Gómez. Elles représentent une surface totale de 3,9 km2 et sont constituées de deux îles principales à la topographie accidentée et de deux îlots : 
- l'île San Ambrosio (26° 21′ S, 79° 53′ O, 479 mètres d'altitude) qui s'élève au-dessus de la mer par des falaises abruptes sur presque toute sa côte. Elle mesure quatre kilomètres de longueur pour 850 mètres de largeur et est constituée principalement de roches basaltiques ;
- l'île San Félix (26° 16′ 50″ S, 80° 05′ 42″ O, 193 mètres d'altitude) est légèrement plus petite et son relief est caractérisé par deux petits pics dénudés par le vent ;
- l'îlot Gonzalez (26° 19′ S, 80° 04′ O; 173 mètres d'altitude),
- un petit îlot qui se trouve au sud-est de l'île San Félix ;
- le roc Cathédrale (Roca Catedral) (26° 16′ 08″ S, 80° 06′ 49″ O; 53 mètres d'altitude) qui est situé au nord de l'île San Félix.

## Écologie
Les îles sont d'origine volcanique et leur flore et leur faune présentent un grand intérêt scientifique, bien qu'elles soient encore mal connues.
La végétation est une mosaïque miniature de fourrés, de déserts, d'arbres aux tailles différentes et de buissons mélangés aux fougères et aux plantes vivaces. Cet archipel ainsi que celui de Juan Fernandez font partie de la phytorégion Fernandez définie par Armen Takhtaïan.
Faute de source permanente d'eau douce, les seuls vertébrés qui y vivent sont des oiseaux. Dix espèces d'oiseaux marins et une seule espèce d'oiseau terrestre, y nidifient ou y séjournent.